# Michael Holford
Pour les articles homonymes, voir Holford.
Pas d'image ? Cliquez ici

a Compétitions nationales et continentales officielles uniquement.

Michael Holford, né le 11 août 1982 à Leicester (Angleterre), est un joueur anglais de rugby à XV jouant au poste de pilier.
Après avoir débuté à Syston, il joue aux Leicester Tigers avec lesquels il dispute la finale du Championnat d'Angleterre de 2008 sans toutefois disputer la finale. 

## Biographie
Il joue en équipe d'Angleterre des jeunes de moins de 18, 19 et 21 ans.

## Palmarès
- London Wasps
  - Vainqueur du Championnat d'Angleterre en 2008